# خانه عجایب

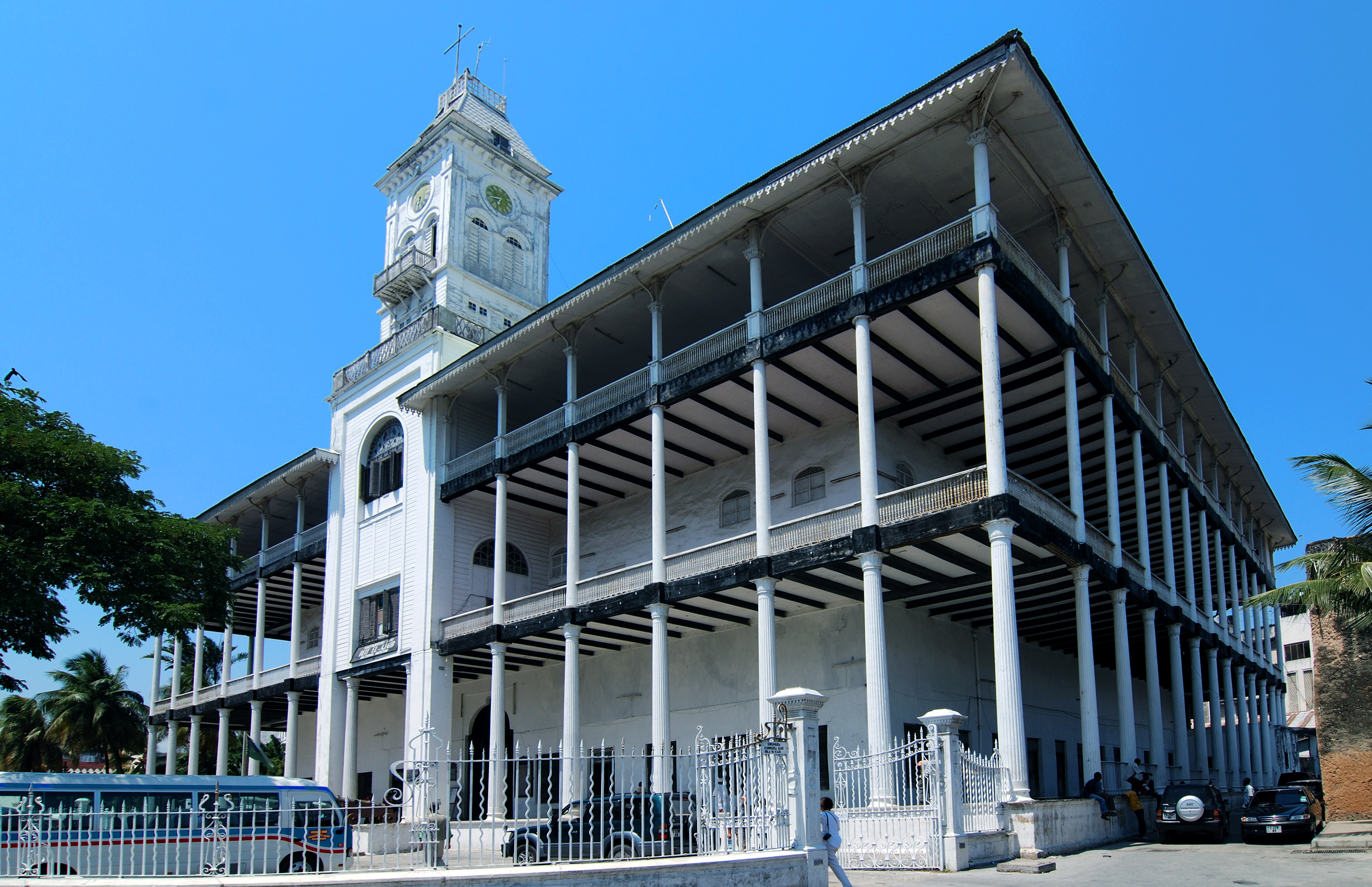
تصویری از خانه عجایب

خانهٔ عجایب یا کاخِ عجایب (به عربی بیت العجایب)، یکی از ساختمانهای شناخته شدهٔ شهرسنگ زنگبار است. این ساختمان بزرگترین و بلندترین ساختمانِ شهرسنگ است. این بنا در نقطهٔ مهمی از شهر در خیابانِ میزانگانی در ساحلِ شهرِ قدیمی و در مقابلِ باغهای فردهانی واقع است. این ساختمان بینِ قلعهٔ قدیمی و موزهٔ کاخ (کاخِ سابقِ سلطان) قرار دارد و یکی از شش کاخی است که توسطِ برغش بن سعید بن سلطان، سلطانِ دوم زنگبار ساخته شد. گفته می‌شود که این ساختمان در محلِ کاخِ قرن هفدهمی ملکه فاطمه زنگبار واقع است. خانهٔ عجایب در حالِ حاضر محلِ موزهٔ تاریخ و فرهنگِ زنگبار و مناطقِ سواحیلی است.

## تاریخ
این کاخ در سالِ ۱۸۸۳ برای برغش بن سعید بن سلطان، سلطانِ دوم زنگبار ساخته شد. ساختمان برای اجرای مراسمِ رسمی و دولتی و در بزگداشتِ عصرِ جدید بنا شد. آن را  را ممکن می‌نمود.

## موزهٔ خانهٔ عجایب
موزهٔ خانهٔ عجایب که در سال ۲۰۰۰ افتتاح شد، نمایشگاهی دائمی دربارهٔ فرهنگِ زنگباری و سواحیلی و آفریقای شرقی است. در حیاطِ داخلیِ آن، یک متپه (قایق سنتیِ سواحیلی) قرار دارد. در طرفینِ این حیاط در سه طبقه اتاقهایی وجود دارند که در آنها دیدنیهای متعددی به نمایش گذاشته شده‌اند. این دیدنیها شاملِ وسایلِ ماهیگیریِ سواحیلی و قایقهای سنتی، لباسهای مراسمِ  سنتیِ آفریقایی، تصاویری از سلاطین و دیگر مشاهیرِ زنگبار، وسایلِ کاخهای سلطان و اطلاعاتی دربارهٔ زیست بومهای آفریقایی است. در یکی از اتاقهای طبقهٔ همکف ماشینی قدیمی متعلق به رئیس جمهور عبید کرومی نگهداری می‌شود.
در ورودیِ کاخ دو توپِ قدیمی پرتغالی متغلق به قرن هفدهم قرار دارند. این توپها در سالِ ۱۶۲۲ در نبرد هرموز توسطِ شاه عباس اول به غنیمت گرفته شدند و بعدها به سلاطینِ عمان بخشیده شدند و توسطِ آنها به زنگبار آورده شدند.